# 盛岡南インターチェンジ
盛岡南インターチェンジ（もりおかみなみインターチェンジ）は、岩手県盛岡市羽場にある東北自動車道のインターチェンジ。
東日本高速道路東北支社盛岡管理事務所が併設されている。
2017年12月1日に花巻南IC - 当IC間（約30 km）が制限速度110 km/hの試行区間となり、2019年3月1日に120km/hに引き上げられた。

## 道路
- E4 東北自動車道（41番）
- 接続する道路：岩手県道36号上米内湯沢線

## 料金所
- ブース数：6

### 入口
- ブース数：2
  - ETC・一般：1
  - 一般：1

### 出口
- ブース数：4
  - ETC専用：1
  - ETC・一般：1
  - 一般：2

## 周辺
- 盛岡友愛病院
- 盛岡市立羽場小学校
- 盛岡流通センター
- ヤマト運輸盛岡南営業所
- 西濃運輸盛岡支店
- 福山通運盛岡支店
- 盛岡市中央卸売市場
- 盛岡西バイパス
- 盛岡南公園球技場
- きたぎんボールパーク
- 岩手飯岡駅
- 軽自動車検査協会岩手事務所
- 岩手県立盛岡工業高等学校
- 国土交通省岩手運輸支局

## 社会実験
2004年（平成16年）10月18日から12月17日まで、当ICから2箇所北へ向かった滝沢ICの間で、区間限定で通行料金の割引を行う社会実験が行われた。対象区間内で乗り降りする全車種を対象に、開始日から11月14日までは約3割引、11月15日から終了日までは約5割引の通行料金とするものであった。高速道路の通行料金を割り引くことによって、国道4号など盛岡都市圏中心部の一般道から高速道路へどの程度の交通量が転換され、それによる一般道の交通渋滞の緩和状況や沿道環境の改善状況を把握することを目的としていた。
社会実験期間中、対象区間の高速道路では交通量が前年に比べて大きく増え、3割引期間中は約1.3倍から1.5倍、5割引期間中は約1.9倍から2.3倍となった。また一般道では、国道4号の交通量こそ変わらないか微減にとどまったが、朝夕の渋滞ピーク時における最大渋滞長が最大約86%減少している。
当ICを含む区間では、2007年（平成19年）にも紫波IC - 滝沢IC間で平日夕方を対象にした通行料金割引の社会実験が行われている。

## 隣
E4 東北自動車道
(40)紫波IC - (40-1)矢巾PA/SIC - (41)盛岡南IC - (42)盛岡IC